# L'Aquila (tỉnh)

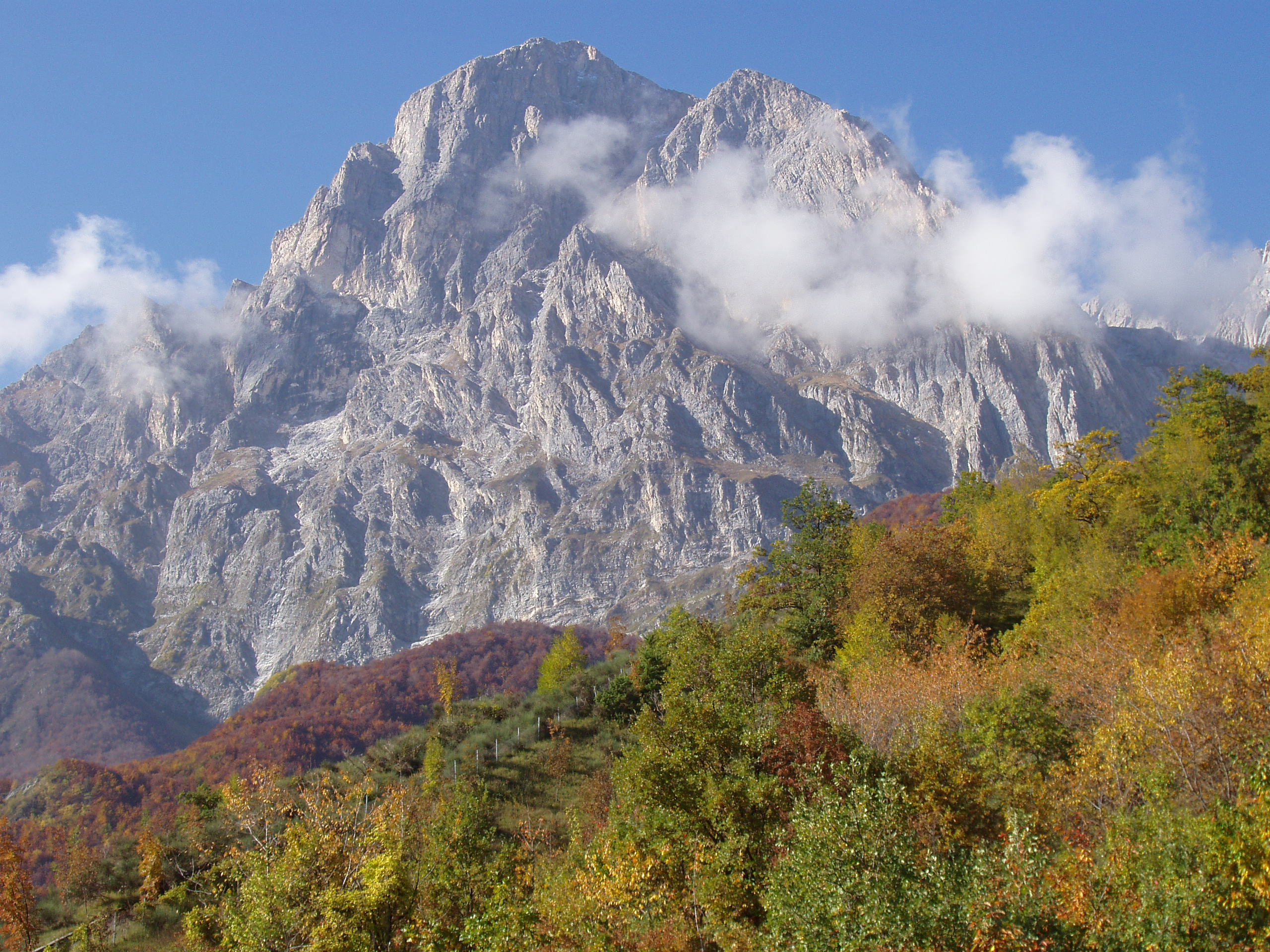
Corno Grande, đỉnh cao nhất bán đảo Ý

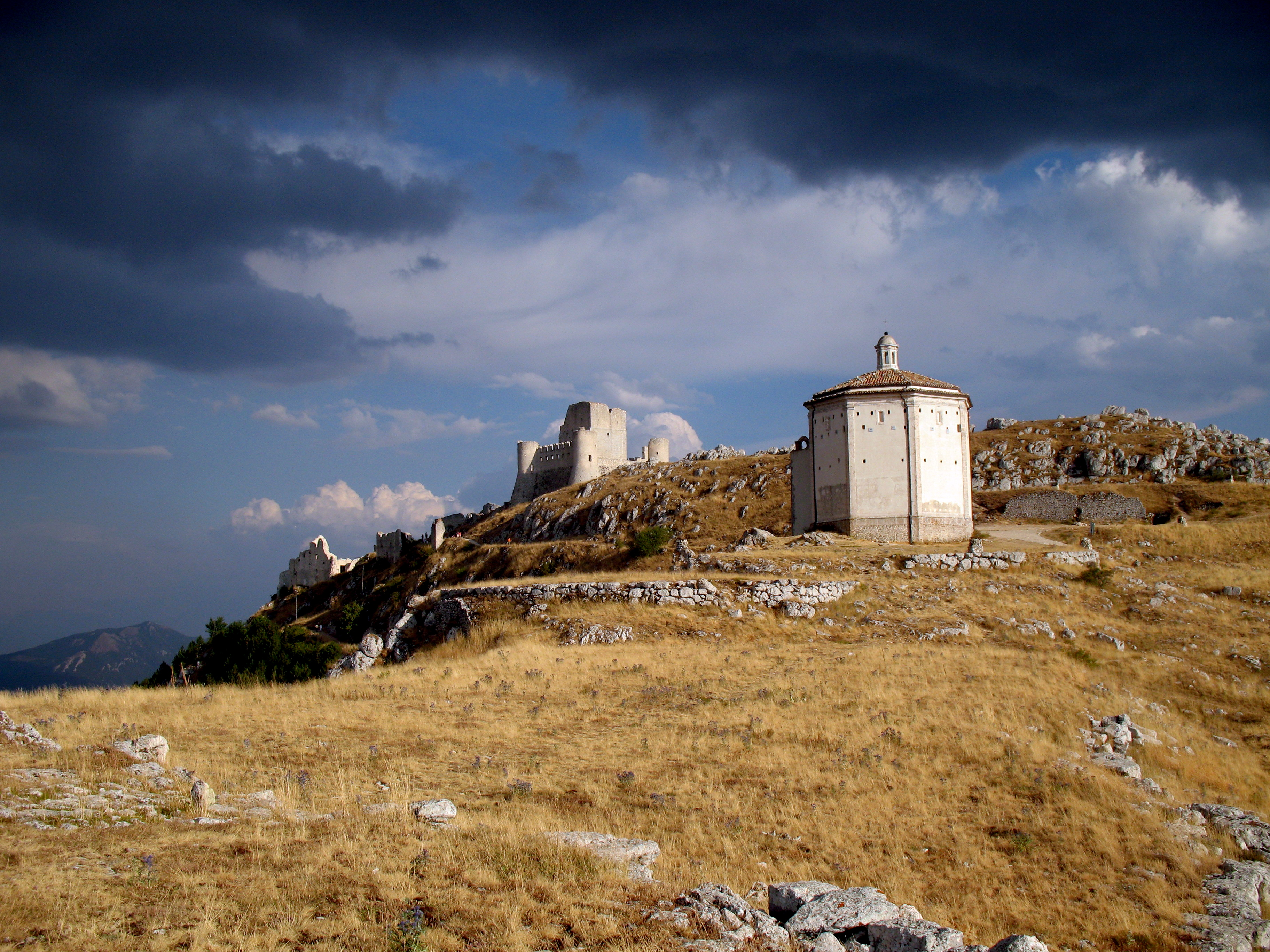
Santa Maria della Pietà và Rocca Calascio

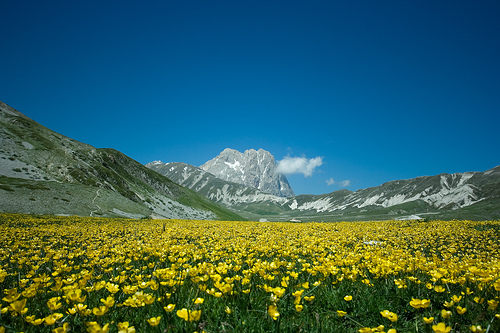
Campo Imperatore vào mùa xuân

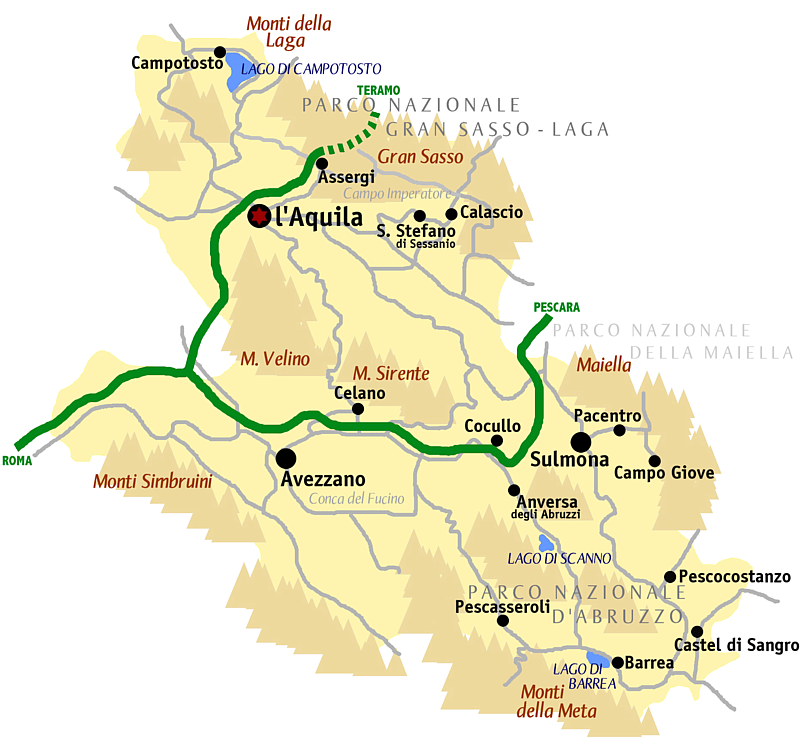
Bản đồ tỉnh.

Tỉnh L'Aquila (tiếng Ý: Provincia dell'Aquila) là tỉnh có mật độ dân số thấp nhất, lớn nhất và núi non nhất của vùng Abruzzo miền trung nước Ý. Tỉnh này giáp với các tỉnh: tỉnh Teramo về phía bắc, tỉnh Pescara và tỉnh Chieti về phía đông, Isernia (ở vùng Molise) về phía nam và Frosinone, Rome và Rieti về phía tây. Tỉnh L'Aquila có các đỉnh núi cao nhất của Apennines (Gran Sasso, Maiella và Velino-Sirente). Các sông chính ở tỉnh gồm Aterno-Pescara, Sangro, Liri, Salto, và Turano; hồ chính ở đây gồm hồ Scanno và hồ Barrea.

## Các đô thị
Có 108 comune ở tỉnh 
Các comune lớn nhất:
| Comune           | Inhabitants |
| ---------------- | ----------- |
| L'Aquila         | 71,761      |
| Avezzano         | 39,670      |
| Sulmona          | 25,363      |
| Celano           | 11,012      |
| Pratola Peligna  | 7,890       |
| Tagliacozzo      | 6,820       |
| Trasacco         | 6,115       |
| Castel di Sangro | 6,109       |
| Luco dei Marsi   | 5,776       |
| Capistrello      | 5,473       |
| Carsoli          | 5,238       |